# Guillermo Kuitca
Guillermo Kuitca (Buenos Aires, Argentina; 22 de enero de 1961) es un pintor argentino. Es una relevante figura en la historia del arte latinoamericano. Conocido por sus mapas y plantas arquitectónicas. Kuitca exhibió su trabajo en los museos más importantes y forma parte de las colecciones más prestigiosas incluyendo el Met, MoMA, The Art Institute of Chicago, The Tate Gallery, Stedelijk Museum and Museo Hirshhorn y Jardín de Esculturas. Su trabajo ha sido incluido en un gran número de exhibiciones internacionales incluyendo en el 2007, la Bienal de Venecia. En mayo de 2009 el Dallas Center for the Performing Arts comisionó a Kuitca para diseñar el telón para el Winspear Opera House.
“Me interesa la pintura como campo que se expande, pero esa expansión no necesariamente tiene que ver con el volumen, con el salir fuera de ella. Me interesa la exploración de los límites dentro de la pintura. Es contemporáneo pensar la extensión dentro de ella”.

Recibió dos Premios Konex en 1992 y 2002, ambos como uno de los 5 mejores pintores de la década en Argentina.

## Biografía

### El taller de Ahuva
Guillermo Kuitca nació en la ciudad de Buenos Aires el 22 de enero del año 1961 siendo el segundo hijo de María Kuperman y Jaime Kuitca. Estudió en la escuela primaria de "Ángel Gallardo", y en el año 1970 comenzó sus estudios de pintura en el taller de Ahuva Szlimowicz, con quien continuó trabajando durante los próximos nueve años.

### Sus primeras exposiciones
En el año 1974 realizó su primera exposición individual en la Galería Lirolay y en ese mismo año ingresó en el Instituto Libre de Segunda Enseñanza. De manera simultánea, concurrió al taller de Victor Chab hasta el año 1977. Al año siguiente completó su bachillerato en el Colegio Nacional Sarmiento. Aún en la casa de sus padres, pintó La margen, La represa y otros óleos y collages de gran tamaño. En 1979 instaló su primer taller en la calle Larrea al 800 donde comenzó a dar clases de pintura. Trabajó en la serie Cómo hacer ruido, obras de papel que combinan números e insectos. 
En 1980 ingresó por pocos meses en la carrera de Historia del Arte en la Facultad de Filosofía y Letras de la Universidad de Buenos Aires; ese mismo año mostró gran número de obras realizadas los últimos tres años -dibujos, pinturas e instalaciones- en la Fundación San Telmo;  luego marchó a Europa por primera vez.

### El joven Kuitca
En el año 1981 mudó su taller a la calle Cangallo al 2300 donde trabajó hasta 1993. Allí pintó la serie Nadie olvida nada, que recibió el Premio al Artista Joven del Año de la Asociación Argentina de Críticos de Arte y el Premio del Café Einstein. También dirigió su primer espectáculo teatral junto con Carlos Ianni (1982). Participó en Ex-Presiones'83 en el Centro Cultural Recoleta. En 1984 Realizó su primera exposición en la galería de Julia Lublin, y estrenó su segunda obra teatral en colaboración con Carlos Ianni, El Mar Dulce y pintó la serie del mismo nombre. En 1985 realizó su primera muestra en la Galería Elizabeth Franck, Bélgica, y junto al grupo La nueva imagen, participó en el XVIII Bienal de San Pablo, donde presentó las cuatro obras de la serie Yo, como... y en la Galería del Retiro, con su serie Siete últimas canciones realizó su última muestra individual en la Argentina hasta casi 20 años después.

|  |  |  |  |

En el año 1987 participó en la muestra Art of the Fantastic Latin America 1920-1980 en el Indianápolis Museum of Art; en ese mismo año Sonia Becce comenzó a colaborar en la coordinación de sus proyectos. Es el año en que comenzó a pintar sus primeras plantas de departamento. Dos años después Julia Lublin publicó en Buenos Aires, Kuitca, primer libro antológico sobre su obra que incluyó el ensayo crítico "El joven Kuitca" de Fabián Lebenglik; participó en la muestra U-ABC en el Stedelijk Museum de Ámsterdam y comenzó a pintar mapas. Ese año, presentó en la XX Bienal de San Pablo, un importante grupo de obras que incluyó plantas de departamentos y un tríptico de mapas sobre colchones.
Luego de su primera muestra individual, en 1990 en la galería de Annina Noisei, Nueva York, expuso plantas, mapas y colchones en el Projects Room del Museo de Arte Moderno de Nueva York, recorriendo varos museos de los Estados Unidos, exhibió obras recientes en el Witte de With Center for Contemporary Art de Róterdam y en la Kunsthalle Basel. En esa misma época, Mariana Obersztern y Jorge Miño comenzaron a trabajar en su taller como asistentes.  Con el auspicio de la Fundación Antorchas, creó en el año 1991, el programa de becas para artistas jóvenes.
En 1992 fue invitado a participar en la  Documenta IX de Kassel, donde presenta una instalación de veinte colchones, ese mismo año participa en Artistas Latinoamericanos del siglo XX, organizado por el MoMA

En 1993 se muda a su actual estudio en el barrio de Belgrano, ese mismo año presenta su primera muestra antológica "Guillermo Kuitca 1982-1993" en el IVAM de Valencia y en el  Museo Rufino Tamayo de México DF, acompaña a la muestra un libro sobre Kuitca que incluye una colección de relatos breves en los que Martíln Rejtman compone una serie de biografía colectiva, y los ensayos políticos de Jerry Saltz y Marcelo Pacheco. Es en ese año donde comienza a trabajar en la Tablada Suite. Al año siguiente realiza su segunda muestra antológica Burning Beds, en el Wexner Center for the Arts en Columbus, Ohio. y viaja durante 1995 al Miami Art Museum y a la Whitchapel Art Gallery de Londres, el catálogo de la muestra incluye una conversación por fax con Lynne Cooke y textos de Robert Rosemblum, Lisa Liebmann y Richard Tuttle entre otros sobre cada una de sus obras reproducidas. Es en ese año donde con el auspicio de la Fundación Proa se convoca a una nueva beca para participar en un taller a su cargo, para realizarse durante el período 1994-1995. por ese año comienza a usar la mesa redonda de su estudio para una serie de obras que continúa en la actualidad (expuestas en la 52.ª Bienal de Venecia)